# 双方代理
双方代理（そうほうだいり）とは、同一人が法律行為の当事者双方の代理人となることをいう（民法108条本文後段）。双方代理による法律行為は、無権代理行為となる。ただし、法律行為でない事実行為についても同条が広く類推適用される。

## 条文
第108条（自己契約及び双方代理等）
１　同一の法律行為について、相手方の代理人として、又は当事者双方の代理人としてした行為は、代理権を有しない者がした行為とみなす。ただし、債務の履行及び本人があらかじめ許諾した行為については、この限りでない。
２　前項本文に規定するもののほか、代理人と本人との利益が相反する行為については、代理権を有しない者がした行為とみなす。ただし、本人があらかじめ許諾した行為については、この限りでない。

## 概要
双方代理が禁止される趣旨は、代理人の胸三寸でどちらか一方の当事者に有利や（そしてもう一方にとっては不当に不利な）契約を結ぶなどといったおそれがあるからである。これを利益相反というが、同じ民法108条の本文前段において自己契約が禁止されているのも同様の趣旨である。
この趣旨から考えれば、どちらかの当事者が不当に不利益を受ける危険性がない場合には双方代理を認めてもよいことになる。よって、両当事者（本人）が事前に了解している場合には双方代理も許される。このことは2004年の民法改正によって但書に取り入れられた。同様に、あらかじめ決められた行為を形式的に遂行する場合も双方代理による危険は生じないので、許される。同じ理由から、債務の履行についても双方代理も許される（同条但書）。
たとえ当事者の承諾があっても利益相反が激しい場合には公序良俗に反する（第90条違反）ため無効であると考える立場もあった。しかし、2004年の民法改正においてその立場は無視される格好となった。

## 具体例
近所に住むAとBが土地の売買契約を結んだ。AとBは売買にともなう登記変更手続事務を同じ司法書士に依頼した。これは双方代理にあたる。しかし、この場合、双方代理について事前の同意があるか、または債務の履行に過ぎないとして許されることになる。

## その他
- 弁護士は弁護士法第25条により、弁理士は弁理士法第31条により双方代理が禁止されている。
- 社会保険労務士は社会保険労務士法第22条により、司法書士は司法書士法第22条により、土地家屋調査士は土地家屋調査士法第22条の2により、それぞれ一部の業務について双方代理が禁止されている。
- 不動産業等の仲介、両手媒介の法的性質につき、双方代理禁止原則に抵触しない理由について「媒介は本人に代わって意思表示を行うのではなく、契約の成立に向けて尽力する商行為であって、いわば双方の取次ぎであり、意思表示あるいは意思決定を行うのは、あくまでも本人であるから、本人の利益を害することはない。」と説明される説が存在する[1]。